# Estación Monumental (Metro de Valencia)
Monumental es el nombre que recibe la primera estación que entró en funcionamiento del Metro de Valencia en la capital del Estado Carabobo en la Región Central del país sudamericano de Venezuela.
Se localiza específicamente en la Parroquia Urbana Santa Rosa junto a la Plaza de toros Monumental de Valencia de la que recibe su nombre. Su particular diseño con vitrales y paisajismo la hacen especialmente distinta a otras de estaciones de la Línea 1 del sistema. Fue la única del sistema que fue construida a cielo abierto pues las demás fueron edificadas con el llamado "método inverso". En lugar de aire acondicionado la estación posee un sistema de ventilación que aprovecha el aire natural.
Fue inaugurada en un recorrido de prueba para el público el 18 de noviembre de 2006 junto con las estaciones Palotal y Cedeño.

## Galería

Vista externa
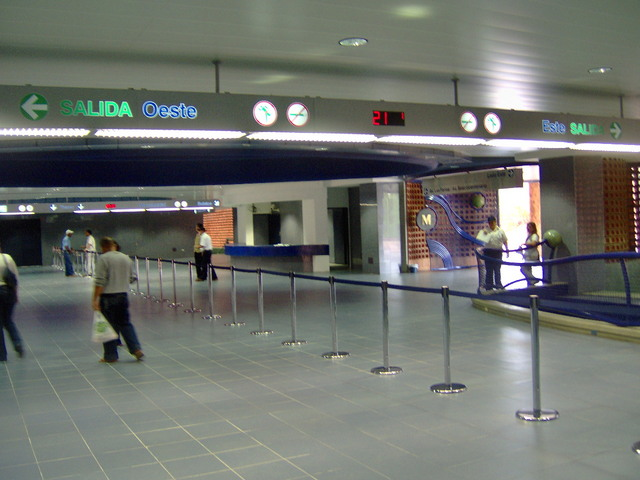
Vista interna